# Liste der Baudenkmäler in Erlangen/R
Diese Liste ist eine Teilliste der Liste der Baudenkmäler in Erlangen. Grundlage der Liste ist die Bayerische Denkmalliste, die auf Basis des bayerischen Denkmalschutzgesetzes vom 1. Oktober 1973 erstmals erstellt wurde und seither durch das Bayerische Landesamt für Denkmalpflege geführt und aktualisiert wird. Die folgenden Angaben ersetzen nicht die rechtsverbindliche Auskunft der Denkmalschutzbehörde.
Dieser Teil der Liste beschreibt die denkmalgeschützten Objekte in folgenden Erlanger Straßen:
- Rathenaustraße
- Rathsberger Straße
- Raumerstraße
- Richard-Wagner-Straße
- Rückertstraße
- Rudelsweiherstraße

## Rathenaustraße
| Lage                                 | Objekt                                                          | Beschreibung | Akten-Nr.                | Bild           |
| ------------------------------------ | --------------------------------------------------------------- | --- | ------------------------ | -------------- |
| Rathenaustraße 1, 3, 5, 7 (Standort) | Evangelisch-lutherische Kirche St. Matthäus und Gemeindezentrum | Eingegrünte dreiflügelige Baugruppe, Langhaus mit flachgeneigtem Satteldach und Campanile, Kalkbruchstein, 1957 bis 1960 von Gustav Gsaenger; mit Ausstattung Zugehöriges Pfarrhaus Emil-Kränzlein-Straße 4 | D-5-62-000-1025 Wikidata | weitere Bilder |

## Rathsberger Straße
| Lage                               | Objekt                                  | Beschreibung | Akten-Nr.                | Bild           |
| ---------------------------------- | --------------------------------------- | --- | ------------------------ | -------------- |
| Rathsberger Straße (Standort)      | Pöhlmanngarten mit Gartenhaus           | Sandsteinquaderbau, 18./19. Jahrhundert, bezeichnet „1793“ | D-5-62-000-935 Wikidata  | weitere Bilder |
| Rathsberger Straße 3 (Standort)    | Gartenhäuschen im ehemaligen Welsgarten | Eingeschossiger Walmdachbau, 19. Jahrhundert. | D-5-62-000-548 Wikidata  | weitere Bilder |
| Rathsberger Straße 7, 9 (Standort) | Doppelmietwohnhaus                      | villenähnlicher Mansardhalbwalmdachbau mit Erkern, Neubarock, um 1910 | D-5-62-000-549 Wikidata  | weitere Bilder |
| Rathsberger Straße 8 (Standort)    | Wohnhaus                                | zweigeschossiger, malerischer Gruppenbau mit Walm- und Satteldach, Risaliten, Schweifgiebel und Erker, 1909/10 | D-5-62-000-1464          | BW             |
| Rathsberger Straße 8 b (Standort)  | Villa                                   | Zweigeschossiger Walmdachbau mit Mittelrisalit und halbrundem Anbau, 1911 von Wolfgang Steidel und Heinrich Gehring (Erlangen) Zugehörige Gartenanlagen mit Einfriedung                                                                              | D-5-62-000-1033 Wikidata | Villa          |
| Rathsberger Straße 10 (Standort)   | Wohnhaus                                | Freistehender, zweigeschossiger Bau mit Walmdach in repräsentativen Formen, historistisch, um 1900 Mit Garteneinfassung | D-5-62-000-551 Wikidata  | Wohnhaus       |
| Rathsberger Straße 13 (Standort)   | Villa                                   | Zweigeschossiger Ziegelbau mit Sandstein-Eckquadern und Fachwerk, Krüppelwalmdach, 1899/1900 wohl von Christian Böhmer | D-5-62-000-552 Wikidata  | weitere Bilder |
| Rathsberger Straße 14 (Standort)   | Wohnhaus                                | Zweigeschossiger, villenähnlicher Walmdachbau mit Sandsteingliederung, in historisierenden Formen, um 1900 | D-5-62-000-553 Wikidata  | Wohnhaus       |
| Rathsberger Straße 15 (Standort)   | Villa                                   | Zweigeschossiger Bau im Fachwerkstil, 1899 wohl von Christian Böhmer | D-5-62-000-554 Wikidata  | Villa          |
| Rathsberger Straße 20 (Standort)   | Bayreuther Haus, Corpshaus der Baruthia | Repräsentativer, zweigeschossiger Satteldachbau mit Rundturm und Volutengiebeln, Neurenaissance, 1903 von Hans Erlwein Garteneinfassung mit Eingang und Einfahrt                                                                                     | D-5-62-000-555 Wikidata  | weitere Bilder |
| Rathsberger Straße 21 (Standort)   | Villa Hauser                            | Stattlicher, zweigeschossiger Walmdachbau mit Altan und Zwerchhaus, Neubarock, 1913 von Friedrich Schmidt, bezeichnet „1914“ | D-5-62-000-556 Wikidata  | Villa Hauser   |
| Rathsberger Straße 31 (Standort)   | Villa                                   | Zweigeschossiger Walmdachbau, sachliche Architektursprache mit expressionistischen Anklängen, errichtet 1928/29 nach Plänen von Heinrich Gehring, bezeichnet „1929“ Östlich des Hauses Brunnenanlage Clara-Brunnen, gleichzeitig                     | D-5-62-000-1006 Wikidata | weitere Bilder |
| Rathsberger Straße 32 (Standort)   | Villa                                   | Zweigeschossiger Mansardwalmdachbau mit geschwungenen Zwerchgiebeln, Runderker und seitlichem Eingangsvorbau, Gartenseite mit halbrunder Terrasse mit Pergola, flankiert von halbrunden Söllern, an die sich die Terrassentreppen schmiegen, um 1915 | D-5-62-000-1086 Wikidata | BW             |
| Rathsberger Straße 41 (Standort)   | Villa                                   | Zweigeschossiger Mansardwalmdachbau mit Zwerchhaus, Neubarock, 1927 von Fritz Walter Nachf. Garten | D-5-62-000-557 Wikidata  | weitere Bilder |

## Raumerstraße
| Lage                                                        | Objekt                   | Beschreibung | Akten-Nr.                | Bild           |
| ----------------------------------------------------------- | ------------------------ | --- | ------------------------ | -------------- |
| Raumerstraße 6, Südliche Stadtmauerstraße 33, 35 (Standort) | Jugendzentrum Frankenhof | Um einen Hof gruppierte Anlage mit Hochbau und ein- beziehungsweise zweigeschossigen Flügeln und Hallenbad, Stahlbetonskelettbauten mit Flachdach, nach Plänen von Werner Wirsing und Hans-Georg Schulz, 1960–63 | D-5-62-000-1082 Wikidata | weitere Bilder |

## Richard-Wagner-Straße
| Lage                                | Objekt                  | Beschreibung                                                                                       | Akten-Nr.               | Bild           |
| ----------------------------------- | ----------------------- | -------------------------------------------------------------------------------------------------- | ----------------------- | -------------- |
| Richard-Wagner-Straße 4 (Standort)  | Portal                  | Sandstein, mit Korbbogen und flachen Lisenen, 1707                                                 | D-5-62-000-561 Wikidata | Portal         |
| Richard-Wagner-Straße 6 (Standort)  | Portal                  | Sandstein, mit Korbbogen und flachen Lisenen, 1707                                                 | D-5-62-000-562          | Portal         |
| Richard-Wagner-Straße 8 (Standort)  | Wohn- und Geschäftshaus | Dreigeschossiger Traufseitbau, Neubarock, 1884, moderner Ladeneinbau im Erdgeschoss                | D-5-62-000-563 Wikidata | weitere Bilder |
| Richard-Wagner-Straße 10 (Standort) | Bürgerhaus              | Dreigeschossiger Traufseitbau, 1706, Obergeschoss wohl später, moderner Ladeneinbau im Erdgeschoss | D-5-62-000-564 Wikidata | Bürgerhaus     |

## Rückertstraße
| Lage                        | Objekt                | Beschreibung                                                                                                 | Akten-Nr.               | Bild           |
| --------------------------- | --------------------- | --- | ----------------------- | -------------- |
| Rückertstraße 1 (Standort)  | Kleinhaus             | Erdgeschossiger, verputzter Massivbau mit Walmdach in Ecklage, mit westlichem Satteldachanbau, im Kern 1714  | D-5-62-000-567 Wikidata | weitere Bilder |
| Rückertstraße 2 (Standort)  | Bürgerhaus            | Zweigeschossiger Satteldachbau in Ecklage, Erdgeschoss Sandsteinquader, Obergeschoss modern, im Kern 1717/18 | D-5-62-000-568 Wikidata | Bürgerhaus     |
| Rückertstraße 4 (Standort)  | Bürgerhaus            | Zweigeschossiger, verputzter Satteldachbau mit geohrten Fensterrahmungen, 1717/18                            | D-5-62-000-569 Wikidata | Bürgerhaus     |
| Rückertstraße 10 (Standort) | Ehemaliges Bürgerhaus | Zweigeschossiger, L-förmiger Satteldachbau in Ecklage, im Kern, 1717/18                                      | D-5-62-000-570 Wikidata | weitere Bilder |

## Rudelsweiherstraße
| Lage                             | Objekt             | Beschreibung | Akten-Nr.               | Bild           |
| -------------------------------- | ------------------ | --- | ----------------------- | -------------- |
| Rudelsweiherstraße 85 (Standort) | Jüdischer Friedhof | Eröffnet am 30. September 1891, mit Grabdenkmälern ab dem späten 19. Jahrhundert Ehemaliges Taharahaus, heute Wohnhaus, eingeschossiger Backsteinbau mit Satteldach, 1891 | D-5-62-000-566 Wikidata | weitere Bilder |

## Abgegangene Baudenkmäler
In diesem Abschnitt sind Objekte aufgeführt, die früher einmal in der Denkmalliste eingetragen waren, jetzt aber nicht mehr existieren, z. B. weil sie abgebrochen wurden. Aktennummern in diesem Abschnitt sind ehemalige, jetzt nicht mehr gültige Aktennummern.

| Lage                                | Objekt     | Beschreibung | Akten-Nr.               | Bild           |
| ----------------------------------- | ---------- | --- | ----------------------- | -------------- |
| Richard-Wagner-Straße 12 (Standort) | Bürgerhaus | Zweigeschossiger Eckbau, Zwerchhaus, 1708. Das Bayerische Landesamt für Denkmalpflege drängte in den Jahren 2013 und 2014 mehrmals darauf, das „sanierungsfähige“ Gebäude als „Einzeldenkmal“ zu erhalten. Der Bauherr hielt die Sanierung hingegen für „unzumutbar“, da der bauliche Aufwand die Quadratmeterpreise in diesem Objekt um bis zu 60 Prozent erhöht hätte. Nach mehreren Begehungen stimmte das Landesamt dem im Frühjahr 2014 erfolgten Abriss des Anwesens zu. | D-5-62-000-565 Wikidata | weitere Bilder |